# Тит Квинкций Ата
Тит Квинкций Ата (на латински: Titus Quinctius Atta; † 77 пр.н.е.) e римски поет на комедии.
Пише fabulae togatae национални комедии. Някои фрагменти от книгите му De fabula togata 18 manorum са запазени. Публикува сбирка от епиграми.